# پلناس
پلناس (به اسپانیایی: Plenas) یک دهستان در اسپانیا است که در استان ساراگوسا واقع شده‌است. پلناس ۳۷ کیلومتر مربع مساحت و ۱۳۱ نفر جمعیت دارد.